# Swoosh

El logo "Swoosh"

El Swoosh es el logotipo de Nike. En lo actual, se ha convertido en uno de los logos de marca más reconocibles del mundo, con un valor de 26 mil millones de dólares.
Bill Bowerman y Phil Knight fundaron Nike el 25 de enero de 1964, con el nombre de Blue Ribbon Sports (BRS). Tras cambiar su nombre por el de Nike, Inc. el 30 de mayo de 1971, la empresa adoptó el Swoosh como logotipo oficial ese mismo año. Carolyn Davidson, estudiante de la Universidad Estatal de Portland durante la época en que Knight impartía clases allí, creó el logotipo, intentando transmitir movimiento en su diseño.

## Historia
El Nike Swoosh fue creada en 1971 por Carolyn Davidson, estudiante de diseño gráfico en la Universidad Estatal de Portland. Davidson empezó estudiando periodismo, pero se cambió al diseño después de cursar una asignatura de diseño para "llenar una optativa vacía". En 1971 se licenció en diseño gráfico. Fue allí donde conoció a Phil Knight, que por aquel entonces impartía clases de contabilidad en la universidad. Knight había oído por casualidad que Davidson buscaba fondos extra para tomar clases de pintura, así que se ofreció a pagarle para que hiciera algunos trabajos para su empresa, que se llamaban Blue Ribbon Sports (BRS). Knight se ofreció a pagar a Davidson 2 dólares por hora por el trabajo que realizara. Durante siete años tras su fundación en 1964, BRS importó zapatos de correr de la marca Onitsuka Tiger. En 1971, Knight decidió lanzar su propia marca de zapatos y tenía una fábrica en México preparada para hacer los zapatos. Todo lo que Knight necesitaba era un "stripe" (raya en español), término industrial para el logotipo de un zapato, para su nueva marca, así que pidió ideas a Davidson. Pidió a Davidson que se asegurara de que la raya transmitiera movimiento y no se pareciera a las tres rayas de Adidas. A lo largo de las semanas siguientes, creó al menos media docena de marcas y las  presentó a Knight, Bob Woodell y Jeff Johnson (dos ejecutivos de BRS) en la sede de la empresa, que en aquel momento se encontraba en Tigard, Oregón.
Eligieron la marca que ahora se conoce mundialmente como Swoosh, una forma inspirada en las alas de la diosa griega Nike. Davidson pidió más tiempo para perfeccionar el trabajo que había hecho en el Swoosh; sin embargo, Knight afirmó que la empresa tenía plazos de producción que cumplir y necesitaba el logo lo antes posible. Por sus servicios, la empresa le pagó 35 dólares, alegando que trabajó 17.5 horas en la creación del Swoosh, aunque Davidson dijo que está segura de que trabajó más horas en el diseño. El Swoosh fue registrado oficialmente el 18 de junio de 1971 y en junio de 1972, en las Pruebas Olímpicas de Atletismo de EE.UU. en Eugene, Oregón, el primer zapato de atletismo oficial de Nike, la Nike Cortez, fue lanzada a los atletas que lucían el nuevo Swoosh.